# Kvalifikace na Mistrovství Evropy ve fotbale 2024 – skupina H
Skupina H kvalifikace na mistrovství Evropy ve fotbale 2024 byla jednou z 10 kvalifikačních skupin na tento šampionát. Přímý postup na závěrečný turnaj si zajistily první 2 týmy. Na rozdíl od předchozích evropských kvalifikací do baráže nepostoupily týmy na základě pořadí v kvalifikační skupině, ale podle konečného žebříčku v jednotlivých skupinách (ligách A–D) Ligy národů UEFA 2022/2023.

## Výsledky
| Legenda                                                                         |
| ------------------------------------------------------------------------------- |
| Vítěz skupiny a druhý v pořadí postupující přímo na šampionát                   |
| Týmy postupující do baráže o účast na šampionátu                                |
| V křížové tabulce vpravo je domácí tým v levém sloupci, hostující v horní řadě. |

### Tabulka
| Tým           | Z  | V | R | P  | VG | IG | +/- | B  |
| ------------- | -- | - | - | -- | -- | -- | --- | -- |
| Dánsko        | 10 | 7 | 1 | 2  | 19 | 10 | +9  | 22 |
| Slovinsko     | 10 | 7 | 1 | 2  | 20 | 9  | +11 | 22 |
| Finsko        | 10 | 6 | 0 | 4  | 18 | 10 | +8  | 18 |
| Kazachstán    | 10 | 6 | 0 | 4  | 16 | 12 | +4  | 18 |
| Severní Irsko | 10 | 3 | 0 | 7  | 9  | 13 | -4  | 9  |
| San Marino    | 10 | 0 | 0 | 10 | 3  | 31 | -28 | 0  |

|               | Dánsko | Slovinsko | Finsko | Kazachstán | Severní Irsko | San Marino |
| ------------- | ------ | --------- | ------ | ---------- | ------------- | ---------- |
| Dánsko        | —      | 2:1       | 3:1    | 3:1        | 1:0           | 4:0        |
| Slovinsko     | 1:1    | —         | 3:0    | 2:1        | 4:2           | 2:0        |
| Finsko        | 0:1    | 2:0       | —      | 1:2        | 4:0           | 6:0        |
| Kazachstán    | 3:2    | 1:2       | 0:1    | —          | 1:0           | 3:1        |
| Severní Irsko | 2:0    | 0:1       | 0:1    | 0:1        | —             | 3:0        |
| San Marino    | 1:2    | 0:4       | 1:2    | 0:3        | 0:2           | —          |

## Zápasy

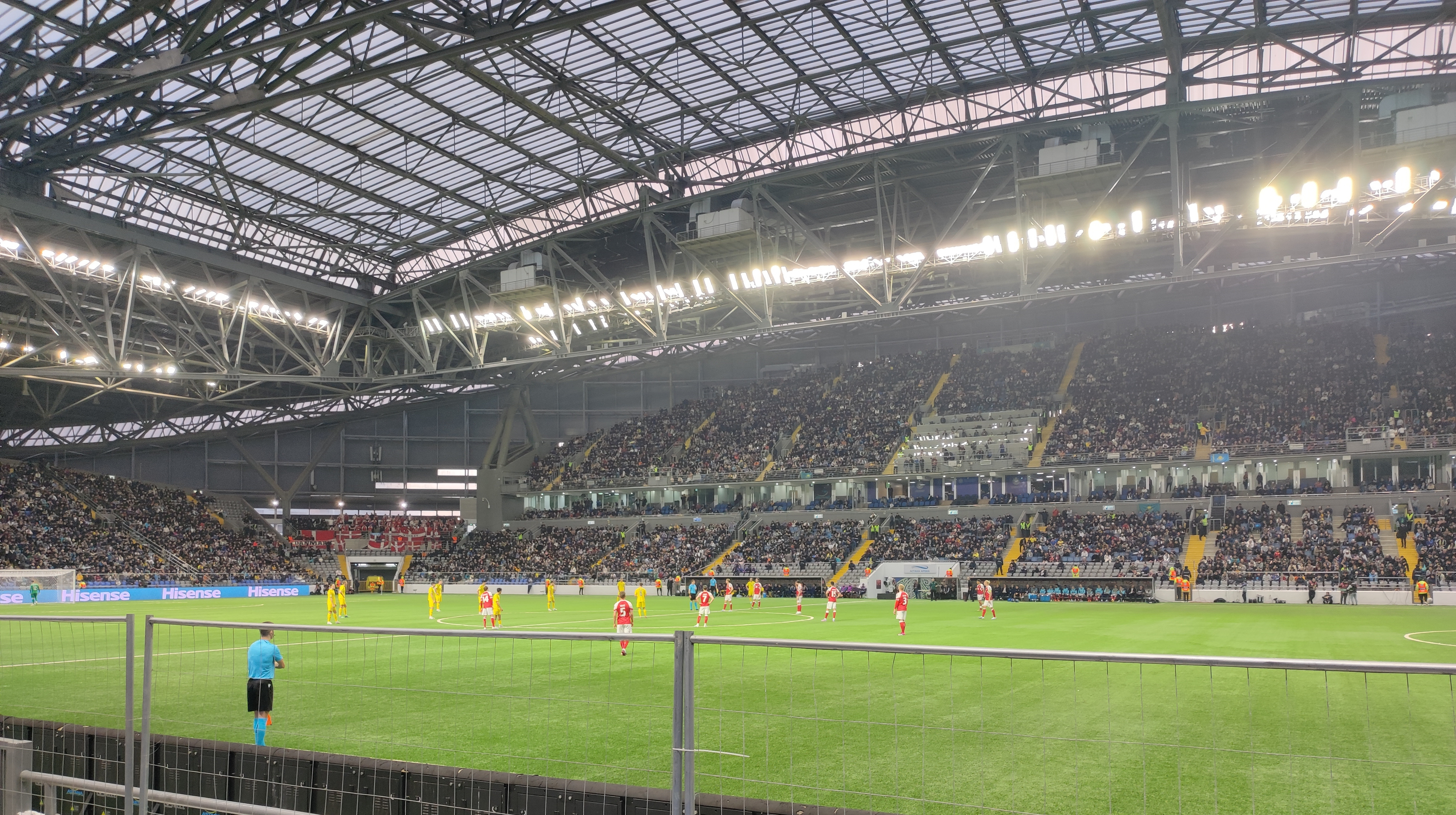
Začátek zápasu Kazachstán - Dánsko v Astana Areně, Astana

Zápasy byly potvrzeny UEFOU 10. října 2022, den po losu skupin. Časy jsou uvedeny v SEČ a SELČ (lokální časy, pokud jsou odlišné, v závorkách).
| 23. března 2023 16:00 (21:00 UTC+6) |        |                          |                                                            |
| Kazachstán                          | 1 : 2  | Slovinsko                | Astana Arena, Astana diváci: 27 122 rozhodčí: Glenn Nyberg |
| Samorodov 24'                       | Zpráva | 47' Brekalo 78' Vipotnik | Astana Arena, Astana diváci: 27 122 rozhodčí: Glenn Nyberg |

| 23. března 2023 20:45   |        |            |                                                               |
| Dánsko                  | 3 : 1  | Finsko     | Parken Stadium, Kodaň diváci: 35 851 rozhodčí: Daniel Siebert |
| Højlund 21', 82', 90+3' | Zpráva | 53' Antman | Parken Stadium, Kodaň diváci: 35 851 rozhodčí: Daniel Siebert |

| 23. března 2023 20:45 |        |                  |                                                                               |
| San Marino            | 0 : 2  | Severní Irsko    | Stadio Olimpico di San Marino, Serravalle diváci: 2 099 rozhodčí: Gergő Bogár |
|                       | Zpráva | 24', 55' Charles | Stadio Olimpico di San Marino, Serravalle diváci: 2 099 rozhodčí: Gergő Bogár |

| 26. března 2023 15:00 (19:00 UTC+6)                |        |                  |                                                             |
| Kazachstán                                         | 3 : 2  | Dánsko           | Astana Arena, Astana diváci: 28 697 rozhodčí: Novak Simović |
| Zaynutdinov 73' (pen.) Tagybergen 86' Aymbetov 89' | Zpráva | 21', 36' Højlund | Astana Arena, Astana diváci: 28 697 rozhodčí: Novak Simović |

| 26. března 2023 18:00       |        |            |                                                                   |
| Slovinsko                   | 2 : 0  | San Marino | Stožice Stadium, Lublaň diváci: 10 282 rozhodčí: Nathan Verboomen |
| Šeško 56' Di Maio 60' (vl.) | Zpráva |            | Stožice Stadium, Lublaň diváci: 10 282 rozhodčí: Nathan Verboomen |

| 26. března 2023 20:45 (19:45 UTC+1) |        |             |                                                              |
| Severní Irsko                       | 0 : 1  | Finsko      | Windsor Park, Belfast diváci: 17 936 rozhodčí: Ivan Kružliak |
|                                     | Zpráva | 28' Källman | Windsor Park, Belfast diváci: 17 936 rozhodčí: Ivan Kružliak |

| 16. června 2023 20:45 (21:45 UTC+3) |        |           |                                                                                  |
| Finsko                              | 2 : 0  | Slovinsko | Olympijský stadion, Helsinky diváci: 32 560 rozhodčí: Guillermo Cuadra Fernández |
| Pohjanpalo 13' Antman 64'           | Zpráva |           | Olympijský stadion, Helsinky diváci: 32 560 rozhodčí: Guillermo Cuadra Fernández |

| 15. června 2023 20:45 |        |               |                                                                 |
| Dánsko                | 1 : 0  | Severní Irsko | Parken Stadium, Kodaň diváci: 35 701 rozhodčí: Daniel Stefański |
| Wind 47'              | Zpráva |               | Parken Stadium, Kodaň diváci: 35 701 rozhodčí: Daniel Stefański |

| 16. června 2023 20:45 |        |                                                        |                                                                                  |
| San Marino            | 0 : 3  | Kazachstán                                             | Stadio Ennio Tardini, Parma (Itálie) diváci: 528 rozhodčí: Anastasios Papapetrou |
|                       | Zpráva | 37' Vorogovsky 64' (pen.) Tagybergen 90+5' Zaynutdinov | Stadio Ennio Tardini, Parma (Itálie) diváci: 528 rozhodčí: Anastasios Papapetrou |

| 19. června 2023 20:45 (21:45 UTC+3)                   |        |            |                                                                 |
| Finsko                                                | 6 : 0  | San Marino | Olympijský stadion, Helsinky diváci: 32 812 rozhodčí: Genc Nuza |
| Kamara 16' Källman 39' Håkans 65', 72', 74' Pukki 76' | Zpráva |            | Olympijský stadion, Helsinky diváci: 32 812 rozhodčí: Genc Nuza |

| 19. června 2023 20:45 (19:45 UTC+1) |        |              |                                                                 |
| Severní Irsko                       | 0 : 1  | Kazachstán   | Windsor Park, Belfast diváci: 18 002 rozhodčí: Roi Reinshreiber |
|                                     | Zpráva | 88' Aymbetov | Windsor Park, Belfast diváci: 18 002 rozhodčí: Roi Reinshreiber |

| 19. června 2023 20:45 |        |             |                                                                    |
| Slovinsko             | 1 : 1  | Dánsko      | Stožice Stadium, Lublaň diváci: 14 382 rozhodčí: François Letexier |
| Šporar 25'            | Zpráva | 42' Højlund | Stožice Stadium, Lublaň diváci: 14 382 rozhodčí: François Letexier |

| 7. září 2023 16:00 (20:00 UTC+6) |        |            |                                                             |
| Kazachstán                       | 0 : 1  | Finsko     | Astana Arena, Astana diváci: 30 019 rozhodčí: Radu Petrescu |
|                                  | Zpráva | 78' Antman | Astana Arena, Astana diváci: 30 019 rozhodčí: Radu Petrescu |

| 7. září 2023 20:45                            |        |            |                                                                       |
| Dánsko                                        | 4 : 0  | San Marino | Parken Stadium, Kodaň diváci: 36 262 rozhodčí: Vitālijs Spasjoņņikovs |
| Højbjerg 26' Mæhle 28' Wind 40' Poulsen 90+4' | Zpráva |            | Parken Stadium, Kodaň diváci: 36 262 rozhodčí: Vitālijs Spasjoņņikovs |

| 7. září 2023 20:45                      |        |                       |                                                              |
| Slovinsko                               | 4 : 2  | Severní Irsko         | Stožice Stadium, Lublaň diváci: 12 587 rozhodčí: Marco Guida |
| Šporar 3', 56' Stojanović 17' Šeško 42' | Zpráva | 7' Price 53' J. Evans | Stožice Stadium, Lublaň diváci: 12 587 rozhodčí: Marco Guida |

| 10. září 2023 15:00 (19:00 UTC+6) |        |               |                                                               |
| Kazachstán                        | 1 : 0  | Severní Irsko | Astana Arena, Astana diváci: 28 458 rozhodčí: Daniel Schlager |
| Samorodov 27'                     | Zpráva |               | Astana Arena, Astana diváci: 28 458 rozhodčí: Daniel Schlager |

| 10. září 2023 18:00 (19:00 UTC+3) |        |              |                                                                        |
| Finsko                            | 0 : 1  | Dánsko       | Olympijský stadion, Helsinky diváci: 32 571 rozhodčí: Szymon Marciniak |
|                                   | Zpráva | 86' Højbjerg | Olympijský stadion, Helsinky diváci: 32 571 rozhodčí: Szymon Marciniak |

| 10. září 2023 20:45 |        |                                                 |                                                                     |
| San Marino          | 0 : 4  | Slovinsko                                       | San Marino Stadium, Serravalle diváci: 844 rozhodčí: Mykola Balakin |
|                     | Zpráva | 4' Vipotnik 16' Mlakar 61' Lovrić 67' Karničnik | San Marino Stadium, Serravalle diváci: 844 rozhodčí: Mykola Balakin |

| 14. října 2023 15:00 (14:00 UTC+1)  |        |            |                                                                   |
| Severní Irsko                       | 3 : 0  | San Marino | Windsor Park, Belfast diváci: 17 886 rozhodčí: Bram Van Driessche |
| Smyth 5' Magennis 11' McMenamin 81' | Zpráva |            | Windsor Park, Belfast diváci: 17 886 rozhodčí: Bram Van Driessche |

| 14. října 2023 18:00              |        |        |                                                                 |
| Slovinsko                         | 3 : 0  | Finsko | Stožice Stadium, Lublaň diváci: 15 823 rozhodčí: Daniele Orsato |
| Šeško 16' (pen.), 28' Janža 90+2' | Zpráva |        | Stožice Stadium, Lublaň diváci: 15 823 rozhodčí: Daniele Orsato |

| 14. října 2023 20:45     |        |                |                                                               |
| Dánsko                   | 3 : 1  | Kazachstán     | Parken Stadium, Kodaň diváci: 35 845 rozhodčí: Michael Oliver |
| Wind 36' Skov 45+1', 48' | Zpráva | 58' Vorogovsky | Parken Stadium, Kodaň diváci: 35 845 rozhodčí: Michael Oliver |

| 17. října 2023 18:00 (19:00 UTC+3) |        |                             |                                                                    |
| Finsko                             | 1 : 2  | Kazachstán                  | Olympijský stadion, Helsinky diváci: 30 375 rozhodčí: Irfan Peljto |
| Taylor 28'                         | Zpráva | 77' (pen.), 89' Zaynutdinov | Olympijský stadion, Helsinky diváci: 30 375 rozhodčí: Irfan Peljto |

| 17. října 2023 20:45 (19:45 UTC+1) |        |                 |                                                              |
| Severní Irsko                      | 0 : 1  | Slovinsko       | Windsor Park, Belfast diváci: 16 332 rozhodčí: István Kovács |
|                                    | Zpráva | 5' Gnezda Čerin | Windsor Park, Belfast diváci: 16 332 rozhodčí: István Kovács |

| 17. října 2023 20:45 |        |                         |                                                                           |
| San Marino           | 1 : 2  | Dánsko                  | San Marino Stadium, Serravalle diváci: 2 984 rozhodčí: Viktor Kopijevskyj |
| Golinucci 61'        | Zpráva | 42' Højlund 70' Poulsen | San Marino Stadium, Serravalle diváci: 2 984 rozhodčí: Viktor Kopijevskyj |

| 17. listopadu 2023 16:00 (21:00 UTC+6)  |        |               |                                                              |
| Kazachstán                              | 3 : 1  | San Marino    | Astana Arena, Astana diváci: 30 100 rozhodčí: Harald Lechner |
| Česnokov 19', 51' Ajmbetov 90+2' (pen.) | Zpráva | 60' Franciosi | Astana Arena, Astana diváci: 30 100 rozhodčí: Harald Lechner |

| 17. listopadu 2023 18:00 (19:00 UTC+2)             |        |               |                                                                     |
| Finsko                                             | 4 : 0  | Severní Irsko | Olympijský stadion, Helsinky diváci: 28 711 rozhodčí: Alijar Agajev |
| Pohjanpalo 42' (pen.) Håkans 48' Pukki 73' Lod 88' | Zpráva |               | Olympijský stadion, Helsinky diváci: 28 711 rozhodčí: Alijar Agajev |

| 17. listopadu 2023 20:45 |        |           |                                                                            |
| Dánsko                   | 2 : 1  | Slovinsko | Parken Stadium, Kodaň diváci: 35 608 rozhodčí: José María Sánchez Martínez |
| Mæhle 26' Delaney 54'    | Zpráva | 30' Janža | Parken Stadium, Kodaň diváci: 35 608 rozhodčí: José María Sánchez Martínez |

| 20. listopadu 2023 20:45 (19:45 UTC±0) |        |        |                                                               |
| Severní Irsko                          | 2 : 0  | Dánsko | Windsor Park, Belfast diváci: 17 366 rozhodčí: Jérôme Brisard |
| Price 60' Charles 81'                  | Zpráva |        | Windsor Park, Belfast diváci: 17 366 rozhodčí: Jérôme Brisard |

| 20. listopadu 2023 20:45 |        |                |                                                                                         |
| San Marino               | 1 : 2  | Finsko         | Stadio Olimpico di San Marino, Serravalle diváci: 1 427 rozhodčí: Manfredas Lukjančukas |
| Berardi 90+7' (pen.)     | Zpráva | 50', 58' Soiri | Stadio Olimpico di San Marino, Serravalle diváci: 1 427 rozhodčí: Manfredas Lukjančukas |

| 20. listopadu 2023 20:45    |        |            |                                                                   |
| Slovinsko                   | 2 : 1  | Kazachstán | Stožice Stadium, Lublaň diváci: 16 432 rozhodčí: Szymon Marciniak |
| Šeško 41' (pen.) Verbič 86' | Zpráva | 48' Orazov | Stožice Stadium, Lublaň diváci: 16 432 rozhodčí: Szymon Marciniak |

## Disciplína
Hráč byl automaticky suspendován pro další zápas za následující přečiny:
- Obdržení červené karty (červená karta mohla být udělena pro různé přečiny)
- Obdržení třech žlutých karet ve třech různých zápasech, stejně tak pátá žlutá karta a dvě žluté karty v jednom zápase (suspendace nebyly přenášeny do baráže, závěrečného turnaje a následujících mezinárodních zápasů)

Následující suspendace byly uděleny při následujících kvalifikačních zápasech:
| Tým           | Hráč             | Suspendace                                                                                             | Suspendován pro zápas(y)              |
| ------------- | ---------------- | --- | ------------------------------------- |
| Kazachstán    | Nuraly Alip      | proti Ázerbájdžánu v Lize národů UEFA 2022/2023 (25. září 2022)                                        | proti Slovinsku (23. března 2023)     |
| Kazachstán    | Abat Aymbetov    | proti Dánsku (26. března 2023)                                                                         | proti San Marinu (16. června 2023)    |
| Kazachstán    | Maksim Samorodov | proti Finsku (7. září 2023) proti Severnímu Irsku (10. září 2023) proti Finsku (17. října 2023)        | proti San Marinu (17. listopadu 2023) |
| Kazachstán    | Islambek Kuat    | proti San Marinu (16. června 2023) proti Severnímu Irsku (10. září 2023) proti Finsku (17. října 2023) | proti San Marinu (17. listopadu 2023) |
| Severní Irsko | Paddy McNair     | proti Dánsku (16. června 2023) proti Kazachstánu (10. září 2023) proti San Marinu (14. října 2023)     | proti Slovinsku (17. října 2023)      |
| Severní Irsko | Shea Charles     | proti Slovinsku (17. října 2023)                                                                       | proti Finsku (17. listopadu 2023)     |